# Lauterbach (Schwarzwald)
Lauterbach (Schwarzwald) este o comună din landul Baden-Württemberg, Germania.